# Jacek Kortus
Jacek Kortus, né 12 juillet 1988 à Poznań, est un  pianiste polonais primé au 15e Concours international de piano Frédéric-Chopin. 

## Biographie
Jacek Kortus a commencé à apprendre à jouer du piano à l'âge de quatre ans. Il est diplômé de l'école secondaire de musique du deuxième degré Henryk Wieniawski de Poznań dans la classe de piano du professeur Waldemar Andrzejewski et étudiant à l'Académie de musique de Poznań dans la classe du professeur Waldemar Andrzejewski. 
Il est le lauréat de onze concours de piano nationaux et internationaux pour enfants et adolescents, dont le Concours international de piano Frédéric-Chopin de Szafarnia (3e place en 1999 ) et le Concours international de Piano "Chopin pour les jeunes" à Antonin (1re place en 2000 et 2005). Il est également lauréat d'un prix spécial au Concours international de jeunes pianistes "Artur Rubinstein in memoriam" à Bydgoszcz (2004). 
Lors du 15e concours international de piano Frédéric-Chopin (2005) il est l'un des deux Polonais qualifiés pour la finale et reçoit une mention spéciale. Il est boursier de la Fondation Jolanta et Aleksander Kwaśniewski et du ministre de la Culture et du Patrimoine national.
Il donne des concerts dans de nombreuses villes en Pologne : Poznań, Varsovie, Gdańsk, et à l’étranger : Lviv, Munich, Berlin, Rome, Strasbourg, Paris, Milan, Turin, Washington, New York et México.

## Discographie
- 2008 : Jacek Kortus : Piano, Marche funèbre (Sonate pour piano no 2) de Chopin et Sonate pour piano en si mineur de Liszt, Polskie Nagrania Muza/Warner Music Group
- 2015 : Tomasz Zagórski et Jacek Kortus : Les plus beaux chants polonais, Dux Records (en).

## Source
- (pl) Cet article est partiellement ou en totalité issu de l’article de Wikipédia en polonais intitulé « Jacek Kortus » (voir la liste des auteurs).